# Cantone di Antraigues-sur-Volane
Il Cantone di Antraigues-sur-Volane era un cantone francese dell'arrondissement di Largentière.
A seguito della riforma approvata con decreto del 13 febbraio 2014, che ha avuto attuazione dopo le elezioni dipartimentali del 2015, è stato soppresso.

## Composizione
Comprendeva i comuni di:
- Aizac
- Antraigues-sur-Volane
- Asperjoc
- Genestelle
- Juvinas
- Labastide-sur-Bésorgues
- Lachamp-Raphaël
- Laviolle
- Mézilhac
- Saint-Andéol-de-Vals
- Saint-Joseph-des-Bancs